# Ванханен, Наталия Юрьевна
Наталия Юрьевна Ванханен (12 ноября 1951, Москва) — российская поэтесса и переводчица.

## Биография и творчество
Мать — Лера Оскаровна Ванханен (1928—2022), работник Центрального партийного архива, затем — Государственного музея А. С. Пушкина. Отчим — композитор Александр Александрович Балтин (1931—2009).
Наталия Ванханен закончила филологический факультет МГУ (1975). Работала редактором в издательстве «Художественная литература». Участник литературной студии «Луч» Игоря Волгина и поэтической группы «Московское время». Автор четырёх сборников стихотворений.
В основном переводит испанскую и латиноамериканскую поэзию, начиная с эпохи Возрождения до наших дней (Хорхе Манрике, Тереса Авильская, Лопе де Вега, Кальдерон, Г. А. Беккер, Рубен Дарио, А. Мачадо, Хуан Рамон Хименес, Ф. Гарсиа Лорка, Хорхе Гильен, Луис Сернуда, Сальвадор Эсприу, Г. Мистраль, Х. Лесама Лима, С. Витьер и др.).
Также перевела стихотворения поэтов Аттилы Йожефа (Венгрия), Егише Чаренца (Армения), роман в стихах поэта Мушни Ласурия (Абхазия).

## Книги стихов
- «Дневной месяц» (1991)
- «Далёкие ласточки» (1995)
- «Зима империи» (1998)
- «Ангел дураков» (2012)

## Премия
- Премия журнала «Иностранная литература» «Инолиттл» (2000).

## Награды
Великий офицер ордена Габриелы Мистраль ( Чили, 2002)
 Офицер ордена Гражданских заслуг ( Испания, 2018)
 Орден «Честь и слава» III степени (Абхазия, 2020)